# Бутчер, Адам
Адам Бутчер — канадский актёр. Известность ему принесла главная роль в фильме «Святой Ральф», вышедшем в 2004 году.

## Краткие сведения
Адам Бутчер родился в канадском городе Кеймбридж, находящемся в провинции Онтарио. В 2001 году Бутчер получил главную роль в комедийном сериале «Супер Руперт». Фильм «Святой Ральф», вышедший на экраны в 2004 году, и рассказывающий о 14 летнем Ральфе Уолкере (роль которого исполнил Бутчер), после смерти отца попавшем в католический приют, получил широкий успех и ряд кинематографических наград. Сам Адам, за данную работу, был номинирован на две кинопремии: «Genie Awards» (как лучший актёр) и «Young Artist Awards».
В 2010 году Адам Бутчер исполнил одну из главных ролей в фильме «Собачий загон». Следующие несколько лет актёр исполнял в основном эпизодические роли в различных сериалах. В 2014 и 2015 годах на экраны вышли два фильма, где Адам Бутчер исполнил роли второго плана — «Волки» и «Затмение».
Сестра Адама, Мэнди Бутчер, актриса. Она сыграла в нескольких сериалах, и имела небольшую роль в фильме «Принцесса льда». Дядя Адама, Рэнди Бутчер, актёр и постановщик трюков к фильмам.

## Избранная фильмография
- 2000—2001 — Супер Руперт / Super Rupert
- 2003 — Секреты Пентагона / The Pentagon Papers
- 2004 — Святой Ральф / Saint Ralph
- 2007—2008 — Жизнь с Дереком / Life with Derek
- 2009 — Воины Эллады / Hellhounds
- 2010 — Собачий загон / Dog Pound
- 2011 — Рухнувшие небеса / Falling Skies - эпизод
- 2011 — Дело Дойлов / Republic of Doyle
- 2012 — Белоснежка: Месть гномов / Mirror Mirror - эпизодическая роль
- 2014 — Волки / Wolves
- 2015 — Затмение /  Regression